# Inférence statistique

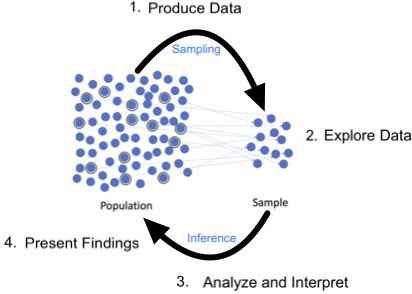
Illustration des 4 principales étapes de l'inférence statistique

Pour les articles homonymes, voir inférence et Statistique (homonymie).
L'inférence statistique est l'ensemble des techniques permettant d'induire les caractéristiques d'un groupe général (la population) à partir de celles d'un groupe particulier (l'échantillon), en fournissant une mesure de la certitude de la prédiction : la probabilité d'erreur.

## Introduction
Strictement, l'inférence s'applique à l'ensemble des membres (pris comme un tout) de la population représentée par l'échantillon, et non pas à tel ou tel membre particulier de cette population. Par exemple, les intentions de vote indiquées par l'échantillon ne peuvent révéler l'intention de vote qu'a tel ou tel membre particulier de la population des électeurs de la circonscription électorale.
L'inférence statistique est donc un ensemble de méthodes permettant de tirer des conclusions fiables à partir de données d'échantillons statistiques. L'interprétation de données statistiques est, pour une large part, le point clé de l'inférence statistique. Elle est guidée par plusieurs principes et axiomes.

## Histoire
L'union entre les méthodes statistiques rudimentaires de Pierre-Simon de Laplace et de Carl Friedrich Gauss, confinées à l'astronomie, et la science de l'État, circonscrite à la démographie et aux sciences sociales naissantes, a lieu à la charnière des XIXe siècle et XXe siècle, dans le domaine intermédiaire de la biologie, lorsque l'évolution fut reformulée en tant que problème statistique grâce à l'influence de l'eugénisme et de la biométrie.
Les méthodes d'inférence statistiques ont connu deux grandes phases de développement. La première commence à la fin du XIXe siècle, avec les travaux de K. Pearson, R. Fisher, Jerzy Neyman, Egon Pearson et Abraham Wald qui dégagent les notions fondamentales de vraisemblance, de puissance des tests d'hypothèse et d’intervalle de confiance.
La seconde période, qui perdure aujourd'hui, a été rendue possible grâce à la puissance de calcul des ordinateurs et à la banalisation de l'outil informatique à partir de la fin des années 1940. Ces calculateurs ont permis de dépasser les hypothèses traditionnelles d'indépendance et de normalité, commodes du point de vue mathématique mais souvent simplistes, pour donner toute leur fécondité à des concepts même anciens comme l’hypothèse bayésienne. L'informatique a permis aussi l'explosion des techniques de simulation par application des techniques de rééchantillonnage : méthode de Monte Carlo, bootstrap, jackknife etc. imaginées par John von Neumann, Stanislas Ulam, Bradley Efron, Richard von Mises.